# Christoph Sieber
Christoph Sieber (Wels, 8 gennaio 1971) è un ex velista austriaco.

## Palmarès

### Olimpiadi
- 1 medaglia:
  - 1 oro (Sydney 2000 nella classe Mistral)